# El Amparo
El Amparo är en ort i Mexiko.   Den ligger i kommunen Casas och delstaten Tamaulipas, i den centrala delen av landet, 500 km norr om huvudstaden Mexico City. El Amparo ligger 210 meter över havet och antalet invånare är 192.
Terrängen runt El Amparo är platt, och sluttar brant österut.  Trakten runt El Amparo är nära nog obefolkad, med mindre än två invånare per kvadratkilometer. Närmaste större samhälle är Casas, 19,3 km öster om El Amparo. Trakten runt El Amparo består i huvudsak av gräsmarker.